# Jürgen Dietze
Jürgen Dietze (Leipzig, 16 de septiembre de 1942) es un deportista de la RDA que compitió en natación, especialista en el estilo combinado. Ganó dos medallas en el Campeonato Europeo de Natación, oro en 1962 y plata en 1966.

## Palmarés internacional
| Campeonato Europeo | Campeonato Europeo     | Campeonato Europeo | Campeonato Europeo |
| Año                | Lugar                  | Medalla            | Prueba             |
| ------------------ | ---------------------- | ------------------ | ------------------ |
| 1962               | Leipzig (RDA)          | Medalla de oro     | 4 × 100 m estilos  |
| 1966               | Utrecht (Países Bajos) | Medalla de plata   | 4 × 100 m estilos  |